# Château de Kerguéhennec
Le château de Kerguéhennec, surnommé le Versailles breton, est un château du XVIIIe siècle situé à Bignan (Morbihan). Il abrite aujourd'hui un centre d'art contemporain et un centre culturel de rencontre.
Ce château fait l’objet d’un classement et d'une inscription au titre des monuments historiques depuis octobre 1988.

## Histoire

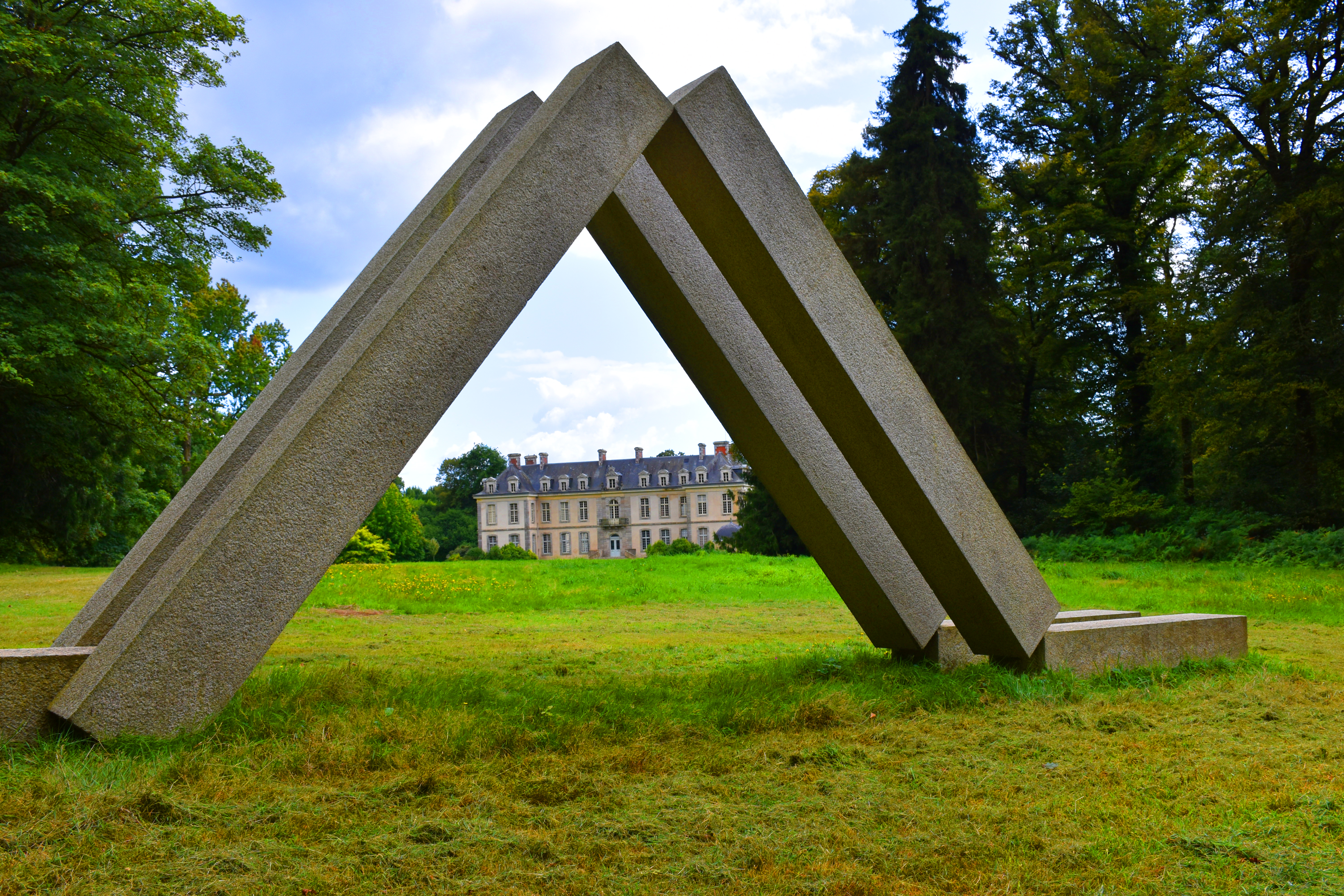
Château de Kerguéhennec - arrière du domaine

Situé à une vingtaine de kilomètres au nord de Vannes, en direction de Pontivy, le château de Kerguéhennec a été construit en 1710 par l'architecte Olivier Delourme pour deux riches financiers suisses originaires de Saint-Gall mais installés à Paris, les frères Hogguer, actionnaires de la Compagnie des Indes.
En 1732, le domaine, est acquis comme terre de rapport agricole et forestier par Guy-Auguste de Rohan (1683-1760), comte de Chabot, célèbre pour avoir fait enfermer Voltaire, qui n'y réside pas. Son fils, Louis-Antoine de Rohan-Chabot (1733-1807), duc de Rohan, doit s'en séparer peu après la Révolution française. Le domaine est acquis en 1802 par le comte (Louis) Henri de Janzé (1784-1869). Son petit-fils, le comte Louis Albert Henri de Janzé, le vendra en 1872 à son cousin Paul-Henri de Lanjuinais. Le 3e comte de Lanjuinais (1834-1916), député puis président du conseil général du Morbihan, le fait alors somptueusement restaurer par l'architecte parisien Ernest Trilhe.

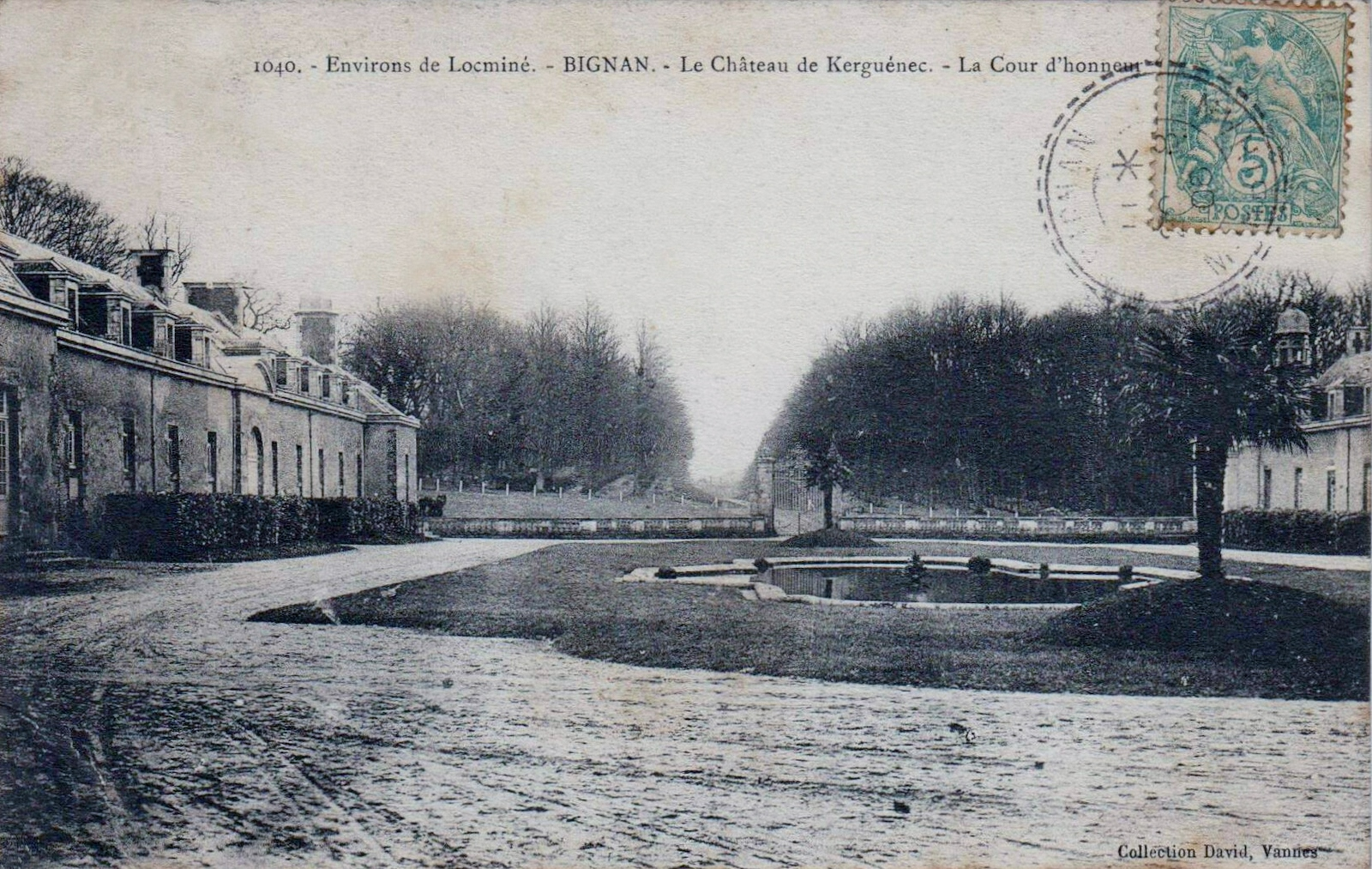
Le château de Kerguéhennec au début du XXe siècle ː la cour d'honneur (carte postale)

C'est également le comte Lanjuinais qui fait aménager, en 1872, le parc de 170 hectares par le paysagiste suisse Denis Bühler, auteur en 1857, avec son frère Eugène, du parc de la Tête d'or à Lyon. Les abords du château sont traités à la française, tandis que le nord du domaine est aménagé dans le genre anglais. Il abrite également un arboretum.
Le domaine passera ensuite par héritage à Marie Louise Marguerite Lanjuinais, fille de Paul Henri Lanjuinais et épouse d'Arthur Espivent de La Villeboisnet. Enfin, la fille aînée de ces derniers, Elisabeth Anne Marie Espivent de la Villesboisnet, devenue comtesse Pierre d'Humières en 1933, qui en héritera elle-même par sortie d'indivision le 12 juillet 1943. C'est elle qui le 19 janvier 1972 vendra le château et le domaine de Kerguéhennec au département du Morbihan.

## Le domaine aujourd'hui
Le domaine est la propriété du département du Morbihan. En 1986, un jardin de sculptures en plein air a été aménagé dans le parc à l'initiative de la direction régionale des Affaires culturelles et du fonds régional d'art contemporain. Il présente une trentaine de sculptures contemporaines, notamment de Richard Long, Giuseppe Penone, Toni Grand et Dan Graham. Jean-Pierre Raynaud présente mille pots rouges dans l'ancienne serre. Marta Pan propose un parcours d'eau. Malachi Farrell a créé un bouillonnement permanent sur le lac, originellement conçu comme un miroir d'eau.
En 1988, un centre d'art contemporain a été installé dans les dépendances du château. Devenue annuelle, la programmation investit désormais le premier étage du château lui-même.
Le domaine abrite également un centre culturel de rencontre qui accueille en résidence des musiciens et des compositeurs. Il a été dirigé de 1992 à 1999 par Denys Zacharopoulos (en), de 2000 à 2010 par Fréderic Paul, de 2011 à 2021 par Olivier Delavallade (d), et depuis 2022 par Marie Caër (d). 
Depuis 2010, le domaine présente une exposition permanente consacrée à Pierre Tal-Coat.
Près de 60 000 visiteurs ont été accueillis au domaine en 2015.

### Liste des œuvres du parc de sculptures

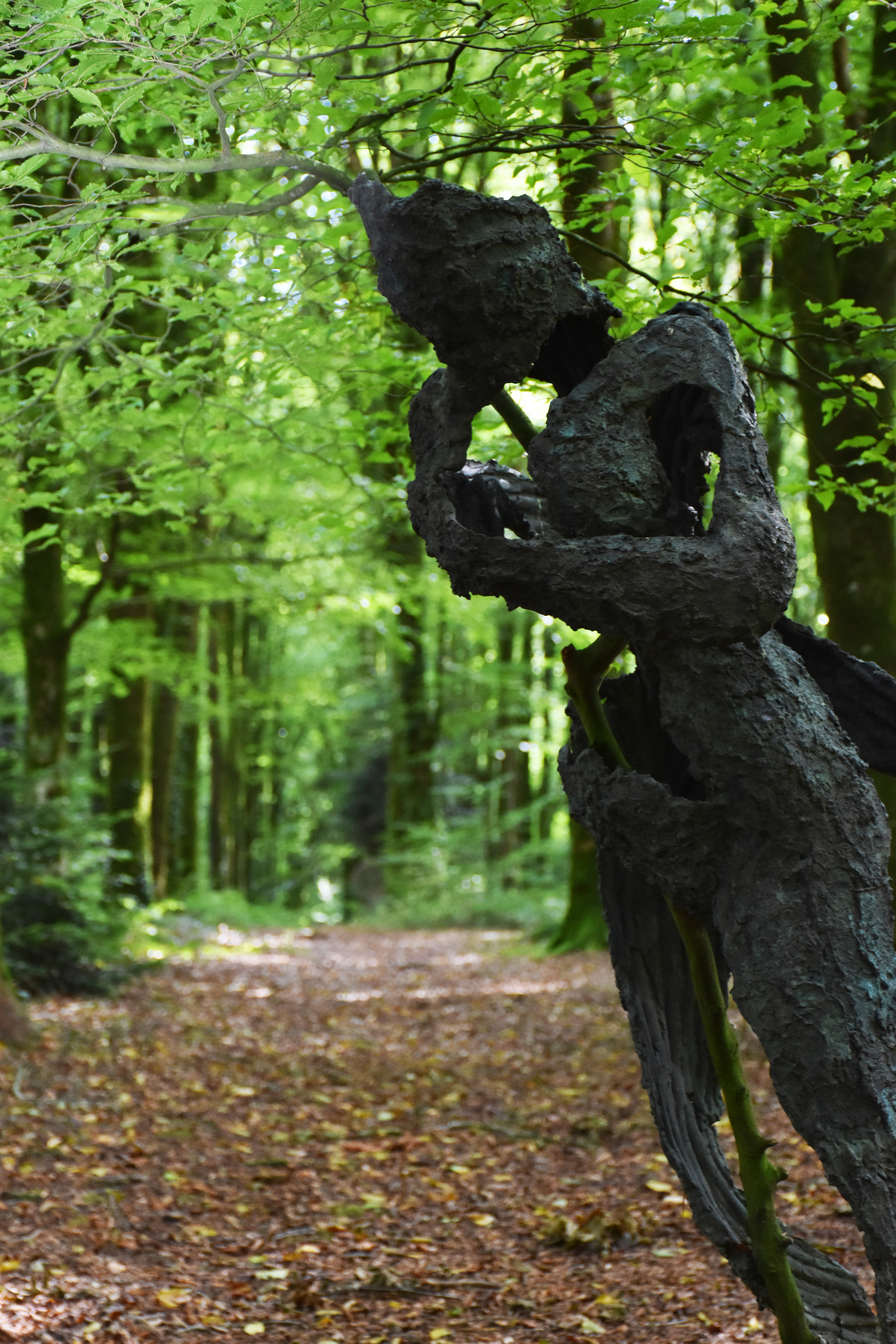
Château de Kerguéhennec - Sculpture devant le domaine

- Étienne Hajdu, Sept Colonnes à Mallarmé, 1967-1971
- Ulrich Rückriem, Bild Stock, 1985
- Markus Raetz, Mimi, 1985-1986, béton, dépôt du Fonds national d'art contemporain
- Richard Long, Un cercle en Bretagne, 1986
- François Bouillon, Cène d’extérieur, 1986-1987
- Ian Hamilton Finlay, Noms de plaques, noms d’arbres, 1986
- Marta Pan, Parcours flottant n° 1 et 2, 1986
- Giuseppe Penone, Sentier de Charme, 1986
- Jean-Pierre Raynaud, 1000 pots bétonnés pour une serre ancienne, 1986
- Pierre Tual, Grande oblique, 1986
- Maria Nordman, Fragment pour une cité future, 1987-1989
- Keith Sonnier, Porte-vue, 1987
- Toni Grand, Sans-titre, 1988
- Carel Visser, L’Oiseau Phénix, 1989
- François Morellet, Le Naufrage de Malévitch, 1990
- Marina Abramovic, Crystal cinéma, 1992
- Élisabeth Ballet, Trait pour trait, 1993
- Pierre Tual, Bleu Méditerranée, 1995
- Harald Klingelhöller (de), Mit Buchstaben der Worte : Unrecht schreit [avec les lettres d'Injustice crie], 1995-2003
- Richard Artschwager, Step to Entropy, 2003
- Hreinn Friðfinnsson (de), Second House, 2007
- Rainer Gross, Au bout, 2011
- Pierre-Alexandre Remy, Portrait cartographique, 2012
- Julien Laforge, Mimesis, 2012
- Jean-François Feuillant, N'habite plus à l'adresse indiquée, 2014
- Pierre-Alexandre Remy, Portrait cartographique, 2012
- Marcel Dupertuis, Lichtung 1 (Clairière), 2013
- Julien Perrier, Ludwig, 2014
- Nicolas Fedorenko, Paysage spirituel, 2014
- Roland Cognet, Chêne, 2014
- Matthieu Pilaud, La Hache et la rose, 2014-2015
- Simon Augade, Soulèvement, 2016
- Marc Didou, Portail pour une inconnue, 2019-2020  - L'œil puits, 2019-2020

### Programmation 2000-2010
de Frédéric Paul
- 2000
  - Gratture, Biffure & Incisure, collection du Frac Bretagne, 6 mai - 25 juin
  - Glenn Brown, 1er juillet - 30 septembre
  - La jeune scène artistique italienne dans la collection de la Fondation Sandretto Re Rebaudengo, 14 octobre - 10 décembre
- 2001
  - Jacques Vieille, 27 janvier - 11 mars
  - Aernout Mik, 24 mars - 17 juin
  - Paul van der Eerden, 24 mars - 17 juin
  - Mélanges, collection Frac Bretagne, 30 juin - 30 septembre
  - Jean François Maurige, 20 octobre - 2 décembre
- 2002
  - Silvia Bächli, 27 janvier - 24 mars
  - Hreinn Friðfinnsson (de), 6 avril - 9 juin
  - David Shrigley, 22 juin - 8 septembre
  - Richard Monnier, 21 septembre - 8 décembre
- 2003
  - Frac Bretagne, récentes acquisitions, 25 janv - 23 mars
  - Claude Closky, 5 avril - 15 juin
  - Richard Artschwager, 28 juin - 21 septembre
  - Beatriz Milhazes, 5 octobre - 7 décembre
- 2004
  - Le proche et le lointain, Lara Almarcegui, Marie José Burki, Didier Courbot, Anne Deams, Harrell Fletcher, Emma Kay, Aleksandra Mir (en), Oliver Musovik, Roman Ondak, Julian Opie, Gabriel Orozco, Benoit Platéus, Etienne Pressager, Jean-Jacques Rullier, David Shrigley, Vibeke Tandberg, Erwin Wurm, 31 janvier - 28 mars
  - William Wegman, 10 avril - 20 juin
  - Michel François, & Angel Vergara, 3 juillet - 26 septembre
  - Didier Courbot, Roman Ondak, 9 octobre - 8 décembre
- 2005
  - b.a.-ba, un choix dans la collection du Frac Bretagne, 22 janvier - 20 mars
  - Richard Wright, 23 avril - 19 juin
  - Jonathan Monk, 2 juillet - 18 septembre
  - Ernesto Neto, 1er octobre - 7 décembre
- 2006
  - René Daniëls, 28 janvier - 2 avril
  - Richard Tuttle, 15 avril - 18 juin
  - Chers amis, Richard Artschwager, Silvia Bächli, Glenn Brown, Claude Closky, Didier Courbot, René Daniëls, Hubert Duprat, Paul van der Eerden, Harrell Fletcher, Hreinn Fridfinnsson, Giuseppe Gabellone, Shirley Jaffe, Jean François Maurige, Aernout Mik, Beatriz Milhazes, Jonathan Monk, Richard Monnier, Ernesto Neto, Roman Ondak, Steven Pippin, Benoit Plateus, David Shrigley, Richard Tuttle, Jacques Vieille, William Wegman, 1er juillet - 30 novembre
  - Harrell Fletcher, 23 septembre - 3 décembre
- 2007
  - Les Temps Modernes, collection du Frac Bretagne, 3 février - 8 avril
  - Ceal Floyer, 21 avril - 17 juin
  - Mel Bochner, 30 juin - 1er octobre
  - Steven Pippin, 29 septembre - 2 décembre
- 2008
  - Guillaume Leblon, 3 février - 6 avril
  - Julien Prévieux, 19 avril - 15 juin
  - Sanna Kannisto, 19 avril - 15 juin
  - Shirley Jaffe, 29 juin - 21 septembre
  - Giuseppe Gabellone, 29 juin - 21 septembre
  - Barbara Probst, 5 octobre - 7 décembre
- 2009
  - Considérations inactuelles, collection du Frac Bretagne, 1er février - 5 avril
  - Vidya Gastaldon, 19 avril - 14 juin
  - Margarete Jakschik, 19 avril - 14 juin
  - Jochen Lempert, 28 juin - 20 septembre
  - Attila Csörgo, 4 octobre - 6 décembre
- 2010
  - Collection Fondation Serralves, Porto, 31 janvier - 13 juin

### Programmation depuis 2010
du Conseil Général du Morbihan
- 2010 :
  - Été-automne : Janos Beir
  - Hiver : Jean-Louis Gerbaud
- 2011 : 
  - Printemps : Pierre Tal Coat, Robert Janitz, Pascal Pesez, Gabriele Chiari
  - Été : Christian Jaccard, Pierre Tual, Rainer Gross
  - Automne : Michaële-Andréa Schatt, Éric La Casa, Franck Gérard, Nicolas Chatelain, Rémy Jacquier, Vincent, Mauger, Grégory Markovic, Pierre-Alexandre Remy
- 2012 : 
  - Printemps : Nicolas Chatelain, Dominique De Beir, Peter Soriano, Pierre-Alexandre Remy, Collection Tal Coat
  - Été (du 24 juin au 30 sept.) : Christian Bonnefoi, Alexandre Hollan, Charles-Henry Fertin, Collection Tal Coat
  - Automne (du 21 octobre au 30 décembre) : Jérôme Boutterin, Franck Gérard, Claire-Jeanne Jézéquel, Elodie Boutry, Elise Beaucousin, Julien Laforge, Bauduin, Collection Tal Coat
- 2013 :
  - Printemps : Exposition "De la peinture, dans tous les sens… et à tous les étages !" avec Erwan Ballan, Frédéric Bouffandeau, Élodie Boutry, Claude Briand-Picard, Bernard Cousinier, Nicolas Guiet, Laurence Papouin, Édouard Prulhière, Sylvie Turpin
  - Continuum, murmure - Arnaud Vasseux
  - Les dessins de Tal Coat. 1926-1940
  - Été : Dilasser. L’atelier. Œuvres choisies 1972-2007, Exposition permanente consacrée à la collection Tal Coat
    - Autre : Gabrielle Conilh de Beyssac et Jules Guissart,Marcel Dinahet

  - Automne : exposition "Sur le motif" avec Ricardo Cavallo, Jean-Jacques Dournon et Jacques Le Brusq
    - Autre : Iracema Barbosa, Benoît Sicat, Hors-les-murs à Pontivy avec Wilson Trouvé et Isabel Duperray
- 2014 : 
  - Printemps : Exposition "Figure(s) & paysage(s)" avec Elise Beaucousin (dessin), Daniel Challe (photographie), Katerina Christidi (dessin), Jonas Delhaye (photographie), Isabel Duperray (peinture), Marcel Dupertuis (sculpture), Marine Joatton (dessin, peinture), Angélique Lecaille (dessin, sculpture), Illés Sarkantyu (photographie,vidéo)
  - Été : exposition "Fondation Maeght. 50 ans de collection, de Giacometti à Tàpies".Exposition programmée dans le cadre du 50e anniversaire de la Fondation Maeght
- 2015 :
  - Printemps : François Aubrun, Vincent Barré, Clémence Van Lunen
  - Été - Automne : exposition "Mur/Murs. Peinture, dessin et architecture" avec Christophe Cuzin, Olivier Nottelet, David Tremlett, Max Charvolen, Eric Winarto, Michel Duport, Soizic Stokvis, Christian Lhopital, Gilgian Gelze 
    - Autre : Paul Wallach, Nicolas Fedorenko, François Daireaux, Claire Lesteven
- 2016 :
  - Printemps : La création artistique coréenne s'invite en Morbihan ! trois expositions présentées au domaine : "Dansaekhwa" avec Park Seo-Bo, Chung Chang-Sup, Chung Sang Hwa, Ha Chong Hyun, Yun Hyong Keun, Lee Kang So, Lee Dong Youb et Choi Byung So ; "La Présentation" avec Shim Moon Seup ; "Suspens" avec Lee Bae
  - Été - Automne : "Paysages contemporains. Les 30 ans du parc de sculptures à travers la collection du Frac Bretagne" avec Richard Artschwager, Geneviève Asse, Silvia Bächli, Élisabeth Ballet, Bauduin, Bernd et Hilla Becher, Bernard Borgeaud, Étienne Bossut, François Bouillon, Pierre Buraglio, Balthasar Burkhard, Nina Childress, Jean-Gabriel Coignet, Jocelyn Cottencin, Henri Cueco, Jean Degottex, Anne-Marie Filaire, Ian Hamilton Finlay, Bernard Frize, Hamish Fulton, Gérard Gasiorowski, Paul-Armand Gette, Rodney Graham, Toni Grand, Angela Grauerholz, Étienne Hajdu, Geoffrey James, Harald Klingelhöller, Bertrand Lavier, Jochen Lempert, Marcelle Loubchansky, Alfred Manessier, François Morellet, Maria Nordman, Bernard Pagès, Guy Prévost, Hervé Rabot, Jean Pierre Raynaud, Sophie Ristelhueber, Yvan Salomone, Jean-Michel Sanejouand, Sarkis, Tal Coat, Carel Visser, Bernard Voïta, Sébastien Vonier, herman de vries.
- 2017 : 
  - Anna-Eva Bergman. L'atelier d'Antibes (1973-1987)
- 2019 : 
  - Thierry Micouin et Pauline Boyer. Performance sonore et dansée Faille, lauréat de l'appel à projet « Corps, espaces sensibles » du département du Morbihan[6].

## Publications
- Gilles Dargnies, Deux œuvres majeures d'Olivier Delourme en Morbihan intérieur : les châteaux de Kerguéhennec et Loyat, origines, transformations et problématiques d'avenir, mémoire de master, Histoire des arts, Université Rennes 2, 2013 (lire en ligne)
- Bénédicte Ramade, « Kerguéhennec, Versailles en Bretagne », L'Œil, juillet-août 2007, p. 77
- Mel Bochner, 2008  (ISBN 978-2-906574-15-1)
- Harrell Fletcher, 2008  (ISBN 978-2-906574-14-4)
- Shirley Jaffe, Networking, 2008  (ISBN 978-2-906574-09-0)
- Giuseppe Gabellone, 2008  (ISBN 978-2-906574-13-7)
- Jonathan Monk, Until then . . . if not before, 2006  (ISBN 2-906574-06-6)
- Beatriz Milhazes, Avenida Brasil, 2005  (ISBN 2-906574-05-8)
- Richard Artschwager : Step to Entropy, 2004  (ISBN 2-906574-04-X)
- Claude Closky, Hello & Welcome, 2004  (ISBN 2-906574-03-1)
- Hreinn Fridfinnsson, 2002  (ISBN 2-906574-01-5)
- David Shrigley, 2002  (ISBN 2-906574-02-3)
- Jean-François Maurige, 2002  (ISBN 2-910026-72-8)
- Silvia Bächli, 2002  (ISBN 2-87900-728-3)
- Didier Marcel, 2001  (ISBN 2-910850-37-4)
- Jacques Vieille, 2001  (ISBN 2-87721-184-3)
- Glenn Brown, 2000  (ISBN 2-906574-00-7)